# Tripodichthys
Genre
Tripodichthys est un genre de poissons tetraodontiformes de la famille des Triacanthidae.

## Liste des espèces
Selon World Register of Marine Species (27 mai 2016) :
- Tripodichthys angustifrons (Hollard, 1854)
- Tripodichthys blochii (Bleeker, 1852)
- Tripodichthys oxycephalus (Bleeker, 1851)